# Ken’ichi Yagara
Ken’ichi Yagara (japanisch 八柄 堅一 Yagara Ken’ichi; * 14. September 1981 in der Präfektur Osaka) ist ein ehemaliger japanischer Fußballspieler.

## Karriere
Yagara erlernte das Fußballspielen in der Schulmannschaft der Hatsushiba Hashimoto High School und der Universitätsmannschaft der Kansai-Universität. Seinen ersten Vertrag unterschrieb er 2004 bei Ehime FC. Der Verein spielte in der dritthöchsten Liga des Landes, der Japan Football League. 2005 wurde er mit dem Verein Meister der Japan Football League und stieg in die J2 League auf. Danach spielte er bei Banditonce Kobe.